# Ostap Nyżankiwski
Ostap Josypowycz Nyżankiwski, ukr. Остап Йосипович Нижанківський (ur. 24 stycznia 1863 w Dzieduszycach Małych, zm. 22 maja 1919 w Stryju) – ukraiński działacz społeczny, kompozytor, dyrygent, ksiądz greckokatolicki (proboszcz w Zawadowie), poseł na Sejm Krajowy Galicji IX kadencji.
Do Sejmu Krajowego wybrany w 1913, przejął mandat po ks. Kornyle Senyku. W latach 1918–1919 członek Ukraińskiej Rady Narodowej Zachodnioukraińskiej Republiki Ludowej (ZURL).
Zginął w czasie wojny polsko-ukraińskiej, rozstrzelany w Stryju po zajęciu miasta przez Wojsko Polskie.
Jego siostrą była Ołena Nyżankiwska, matka Ireny Anders z d. Jarosewycz, drugiej żony gen. Władysława Andersa.

## Odznaczenia
- Złoty Krzyż Zasługi Cywilnej z Koroną na Wstędze Medalu Waleczności (1918) w uznaniu patriotycznego i ofiarnego zachowania się w wojnie[1].